# Пашенино
Пашенино — деревня в Сокольском районе Вологодской области.
Входит в состав Архангельского сельского поселения, с точки зрения административно-территориального деления — в Архангельский сельсовет.
Расстояние по автодороге до районного центра Сокола — 20 км, до центра муниципального образования Архангельского — 5 км. Ближайшие населённые пункты — Мочалово, Навалкино, Иванково, Василево, Кузнецово, Алексейцево, Исаково, Семенково.
По переписи 2002 года население — 27 человек (13 мужчин, 14 женщин). Всё население — русские.

## Известные уроженцы
- Николай Васильевич Мамонов — советский военный. В годы Великой Отечественной войны командир 331-го стрелкового полка 96-й стрелковой дивизии. Подполковник. Герой Советского Союза (1945, посмертно)[4].